# Judith (album)
A Judith Szűcs Judith második nagylemeze az énekesnő keresztnevét kapta, egy h betűvel megtoldva, ami a német nyelvterületen használatos Judith miatt történt.

## A lemezen megjelent dalok[1]
1. Űrdiszkó (Papp Gyula-Várszegi Gábor)
2. Kérem, én rendes lány vagyok (Papp Gyula-Várszegi Gábor)
3. Lélekvonat (Szűcs Judith-Szűcs Antal Gábor-Szabó Géza)
4. Álruhás a nyár (Papp Gyula-Várszegi Gábor)
5. Eladó ez a szerelem (Szűcs Judith-Szűcs Antal Gábor-Várszegi Gábor)
6. Hozd el a holnapot (Ihász Gábor-Várszegi Gábor)
7. Kétezerben (Papp Gyula-Várszegi Gábor)
8. Mikor emlékül írtál egy dalt (Szűcs Judith-Szűcs Antal Gábor-Szabó Géza)
9. Kérlek, hogy jöjj el (Szűcs Judith-Szűcs Antal Gábor-Szabó Géza)
10. Bádogember (Szűcs Judith-Szűcs Antal Gábor-Várszegi Gábor)
11. Bíborálom (Szűcs Judith-Szűcs Antal Gábor-Várszegi Gábor)
12. Járd el a Zorba dalát (Szűcs Judith-Szűcs Antal Gábor-Várszegi Gábor)

## Közreműködtek
- Németh Alajos – basszusgitár
- Németh Gábor – dob, ütőhangszerek
- Papp Gyula – billentyűs hangszerek
- Szűcs Antal Gábor -gitár, mandolin
- Miroslav Vildner – hárfa